# HD ready

Logo do HD ready para dispositivos que não são 1080p.

HD ready diz respeito à capacidade de aparelhos de televisão de exibir imagens de alta definição (HD, do inglês High Definition). Na Europa, os requisitos para a certificação HD ready foram fixados em Janeiro de 2005 pela EICTA (European Information, Communications and Consumer Electronics Technology Industry Associations).
EICTA introduziu o certificado para diferenciar os equipamentos tradicionais dos capazes de processar e exibir sinais de alta definição. Os requisitos estão descritos no documento "EICTA conditions for HD Labelling of Display Devices" (condições para certificação HD em equipamentos audiovisuais).
Nos Estados Unidos da América, "HD Ready" refere-se a qualquer equipamento capaz de receber e exibir sinal de alta definição, independentemente da resolução, podendo ser 720p, 1080i ou 1080p, utilizando uma entrada vídeo componente ou digital, e não possui um sintonizador HD embutido (set-top box). Normalmente, quando se fala de compatibilidade com emissões 1080p, fala-se de compatibilidade Full HD, por 1080p de frequência HDTV.

## HD Ready
O selo "HD Ready", no Brasil indicava que televisores LCD daquele momento, eram compatíveis somente com o sinal analógico na entrada da antena e para acessar a resolução máxima da tela, 1280X720, era necessário que o equipamento a ser conectado a ela fosse compatível com a porta HDMI.

## Alternativas a TVs HD ready
Muitos PCs e laptops são actualmente mais aptos a alta definição do que define a marca HD-ready. Eles não irão entretanto ser qualificados a receberem o selo HD-ready, a não ser que atendam as especificações de conexão.
Qualquer computador suficientemente rápido, com 1280x720 ou mais DPIs de resolução está totalmente apto a exibir conteúdo de alta resolução. Esse conteúdo pode ter origem da Internet, de arquivos do PC ou de placas sintonizadoras de TV (compatíveis com sinal digital). A Internet oferece grande conteúdo em alta definição, como trailers de filmes disponíveis para download no site da Apple Inc., ou fora do conceito de HD-ready, que trata mais da proteção aos direitos autorais, do que qualquer outra coisa.

## Especificações HD ready
Para ser agraciado com o selo “HD ready” o dispositivo precisa preencher as seguintes especificações:
1. Display, display engine
  - A resolução mínima da tela (ex. LCD, Displays de plasma) ou projetores de imagem (ex. DLP) é 720 linhas de definição em formato 16:9.
2. Conexões de Video
  - O dispositivo de imagem HD aceita entradas via:
    - Analógica YPbPr, também chamada de vídeo componente. Dispositivos “HD ready” suportam entrada analógica via vídeo componente para serem totalmente compatíveis com as fontes de imagem existentes hoje no mercado. O sinal YPbPr deve ser conectado diretamente no dispositivo de imagem através dos conectores padrões na indústria hoje ou através de um adaptador facilmente acessível ao consumidor.
    - DVI ou HDMI

  - Um dispositivo capaz de emitir imagens HD implica aceitar os seguintes formatos de vídeo HD:
    - 1280x720 @ 50 e 60 Hz progressive scan (“720p”), e
    - 1920x1080 @ 50 e 60 Hz interlaced (“1080i”)

  - Entradas DVI e HDMI suportam proteção contra cópia (HDCP)